# Иртышск
Иртышск (каз. Ертіс) — село в Иртышском районе Павлодарской области Казахстана. Административный центр Иртышского района и Иртышского сельского округа. Код КАТО — 554630100.

## Географическое положение
Иртышск расположен в 170 км от Павлодара и в 90 км от ближайшей железнодорожной станции Иртышское Западно-Сибирской железной дороги в Омской области.

## Население
В 1999 году население села составляло 9395 человек (4589 мужчин и 4806 женщин). По данным переписи 2009 года, в селе проживали 7772 человека (3686 мужчин и 4086 женщин).
На начало 2019 года, население села составило 7072 человека (3473 мужчины и 3599 женщин).

## История
В 1961 году село Иртышское преобразовано в посёлок городского типа Иртышск.
В 1973 году посёлок городского типа Иртышск получил статус города. В 1993 году Иртышск стал селом.
В 6.3 км от села находится группа курганов эпохи бронзы и раннего железа.

## Климат
| Показатель              | Янв. | Фев. | Март | Апр. | Май | Июнь | Июль | Авг. | Сен. | Окт. | Нояб. | Дек. | Год |
| ----------------------- | ---- | ---- | ---- | ---- | --- | ---- | ---- | ---- | ---- | ---- | ----- | ---- | --- |
| Абсолютный максимум, °C | 3    | 4    | 18   | 33   | 37  | 41   | 42   | 39   | 35   | 26   | 17    | 4    | 42  |
| Средняя температура, °C | −18  | −17  | −10  | 4    | 13  | 19   | 21   | 18   | 12   | 3    | −8    | −14  | 3   |
| Абсолютный минимум, °C  | −42  | −44  | −39  | −25  | −10 | −1   | 5    | 0    | −7   | −20  | −41   | −43  | −43 |
| Источник:               |      |      |      |      |     |      |      |      |      |      |       |      |     |